# Aspidophorodon harvense
Aspidophorodon harvense (лат.) — вид тлей рода Aspidophorodon из подсемейства Aphidinae. Эндемики Индии.

## Описание
Мелкие насекомые, длина 1,5 — 1,9 мм. Бескрылые формы аптерии в основном бледно-желтоватые с бледно-коричневой головкой. Крылатые формы имеют чёрную голову и грудь и коричневатые поперечные полосы на дорзуме брюшка. На нижней стороне листьев неизвестного вида рода Ива (Salix sp.), плотно прилегающих к жилкам, в Кашмире, Индия. Жизненный цикл неизвестен. Вид был впервые описан в 1967 году по типовым материалам из Индии. Голова с тремя отростками на лбу; дорзум тела разнообразно украшен морщинками, неправильной полигональной сетчатостью, овальными или полукруглыми скульптурными линиями, мелкими сосочковидными бугорками; трубочки длинные и ложковидные, широкие в основании, слегка вздутые дистально, без фланца.